# Alfred Poizat
Pour les articles homonymes, voir Poizat.
Alfred Poizat, né le 9 juillet 1863 à Roussillon et mort le  27 novembre 1936 à Paris, est un homme de lettres français.

## Biographie
Élève au petit-séminaire de la Côte-Saint-André, puis au lycée Saint-Louis, il devient auteur de romans et de pièces de théâtre, ainsi que critique littéraire.
Dans une lettre adressée à Paul Guillemin, il résume ainsi sa vision de la littérature : « Littérairement, je suis pour l'écriture travaillée et savante et j'ai en horreur les formes de style débraillées. Je pense qu'il ne faut écrire que ce que l'on est sûr de bien écrire et rejeter le reste comme une écume impure; que la première règle de l'art est de savoir ce qu'il ne faut pas dire. C'est tout. Quant à la gloire, je ne m'en occupe même pas, persuadé qu'il en revient à chacun selon son mérite. Je ne demande aux Lettres que l'indépendance, l'estime de ceux que j'estime. La gloire n'est que le rayonnement de la puissance; c'est à celle-ci que je tends, avec ou sans rayonnement. »
Il avait épousé Marie-Louise de Rougemont, dont il eut une fille.

## Publications
- L'Amoureuse méprise (E. Vallier, 1893)
- Paul Harel : conférence (A. Lemerre, 1896)
- Avila des Saints : La Sœur. - Le Village. - La Route de la Grande Chartreuse (A. Lemerre, 1897)
- L'Idée de patrie : conférence à l'assemblée de "la Croix-Rouge" (1900)
- Les poètes chrétiens : scènes de la vie littéraire du IVe au VIIe siècle (1902)

Le Cyclope. Drame satyrique imité d'Euripide en deux actes et en vers. (Librairie Plon 1906 pour la deuxième édition)
- La Dame aux lévriers (Plon-Nourrit et Cie, 1904)
- Electre : tragédie d'après Sophocle en trois actes et en vers (Plon-Nourrit et Cie, 1907)
- Classicisme et catholicisme (Jouve, 1911)
- L'Alerte : pièce en trois actes (1912)
- Sophonisbe : tragédie en quatre actes et en vers; suivie de Inès de Castro Plon

Méléagre et Atalan (Grasset, 1910)
- Saül : tragédie en cinq actes en vers (1910)

Antigone Tragédie en  quatre actes et en vers (Librairie Plon 1910)
- Latone : comédie en un acte et en vers,  (Le Correspondant, 1915)
- Écho et Narcisse : comédie en un acte et en vers,  (Plon-Nourrit et Cie, 1919)
- Le symbolisme de Baudelaire à Claudel (1919-1924)
- Circé : comédie en 3 actes en vers (1922)
- Les Maîtres du théâtre : D'Eschyle à Curel (1922)
- Pour l'Humanisme (Spes, 1925)
- La poésie contemporaine de Mallarmé à Paul Valéry (1927)
- Du classicisme au symbolisme (1929)
- La vie et l'œuvre de Jésus (Albin Michel, 1930)
- Le Miracle juif (Albin Michel , 1932)
- Message à l'Italie (1936)
- La civilisation et ses tournants (Albin Michel , 1936 )
- Pour l'Humanisme 2

## Sources
- Raymonde Bonnefous, Guide litteraire de la France, Hachette, 1964
- Mercure de France, Volume 272, 1936